# Liste virtueller und digitaler Bibliotheken
Folgender Artikel listet virtuelle und digitale Bibliotheken und auch Datenbanken nach Fachbereichen auf. Zuerst erfolgen die virtuellen Bibliotheken, zum Abschluss die digitalen Bibliotheken. Da zahlreiche E-Books und andere Medien im Internet  angeboten werden und nicht alle Medien kostenfrei sind, oder sich z. B. urheberrechtliche  u. a. Fragen ergeben, und sich virtuelle und digitale Bibliotheken auch im Ausland befinden können, ist die Rechtslage einzuhalten.

## Biologie
- Deutsches Netzwerk für Bioinformatik-Infrastruktur – de.NBI
- Vifabio – Virtuelle Fachbibliothek Biologie

### Digitale Bibliotheken Biologie
- AnimalBase
- Biodiversity Heritage Library

### Datenbanken zur Biologie
- Catalogue of Life
- The Reptile Database
- Wikispecies
- World Database on Protected Areas
- World Register of Marine Species

## Europa
- Europeana
- MICHAEL (Portal)

## Geographie
- IREON (Internetportal)

Afrika
- Virtuelle Fachbibliothek ilissAfrica

Asien
- CrossAsia
- MENALIB – Virtuelle Fachbibliothek Vorderer Orient

Europa
- COBISS
- Vifanord – Virtuelle Fachbibliothek Nordeuropa
- Virtuelle Fachbibliothek Benelux
- Baltica-net
- Projekt Rastko
- Digitale Bibliothek Sloweniens

Lateinamerika
- REDIAL: Lateinamerika

## Geschichte
- Clio-online
- Historicum.net – Webseite

## Informatik
- CiteSeer – Bibliografische Suchmaschine
- Digital Bibliography & Library Project – Bibliografische Suchmaschine

## Kunst
- Arthistoricum – Virtuelle Fachbibliothek Kunstgeschichte

Theater- und Tanzwissenschaften
- Fachinformationsdienst Darstellende Kunst (ehemals Virtuelle Fachbibliothek medien buehne film)

## Medizin, Gesundheitswissenschaft
- Cochrane Library
- E-Bibliothek Gesundheitskompetenz
- Livivo
- MEDLINE – medizinische Datenbank
- PubMed – medizinische Datenbank
- PubMed Central – medizinische Datenbank
- Virtuelle Fachbibliothek Pharmazie

## Musik
- ViFaMusic – Virtuelle Fachbibliothek Musikwissenschaft

## Pädagogik
- Fachportal Pädagogik

## Philosophie
- Philportal - Fachinformationsdienst Philosophie

## Psychologie
- ViFaPsych – Virtuelle Fachbibliothek Psychologie
- PSYNDEX – Datenbank

## Recht
- Vifa-Recht – Virtuelle Fachbibliothek Recht

## Slavistik
- Slavistik-Portal

## Soziologie
- Virtuelle Fachbibliothek Soziologie

## Sport
- ViFaSport – Virtuelle Fachbibliothek Sportwissenschaft

## Statistik
- Statistische Bibliothek

## Technik
- VifaTec – Virtuelle Fachbibliothek Technik

## Theologie
- Index theologicus – Internationale Bibliographie für Theologie und Religionswissenschaft
- Internet Sacred Text Archive
- RelBib – Religionswissenschaftliche Bibliographie
- VThK – Katalog Theologie und Kirche
- Düsseldorfer Virtuelle Bibliothek: Religionswissenschaft

Islam
- Index Islamicus – Bibliographie der Islamwissenschaft

Judentum
- Judaica-Portal Berlin-Brandenburg – Bibliografie Judaistik
- Jewish Virtual Library

## Wirtschaft
- EconBiz – Virtuelle Fachbibliothek Wirtschaftswissenschaften

## Zoologie
- Macaulay Library
- Tierstimmenarchiv

## Digitale Bibliotheken
Literatur
- Austrian Literature Online
- Bibliotheca Augustana
- Deutsches Textarchiv
- Google Books
- HathiTrust
- Internet Archive
- Project Gutenberg
- Projekt Gutenberg-DE
- The Online Books Page
- Wikibooks
- Wikisource
- Zeno.org

Allgemeines
- Delpher
- Digital Public Library of America
- Digitale Sammlung Deutscher Kolonialismus
- Perseus Project
- World Digital Library

Handschriften
- BOhisto
- Codices Electronici Ecclesiae Coloniensis
- e-codices
- E-manuscripta.ch
- E-rara.ch
- Handschriftenportal
- Manuscripta Mediaevalia
- Zentrales Verzeichnis Digitalisierter Drucke

Hörbücher
- LibriVox

Japanische Kultur
- Aozora Bunko

Klassische Chinesische Philosophie
- Chinese Text Project

Lateinische Texte
- The Latin Library
- Perseus Digital Library

Nordeuropäische und dänische Kultur
- Arkiv for Dansk Litteratur
- Historische Zeitungsbibliothek
- Projekt Runeberg

Philosophie
- Digital Averroes Research Environment
- Sammelpunkt

Rechtsgeschichte
- Digitale Bibliothek des Max-Planck-Instituts für Rechtsgeschichte und Rechtstheorie

Russische Kultur
- Internet-Bibliothek Alexei Komarow
- Fundamentale elektronische Bibliothek „Russische Literatur und Folklore“
- Lib.ru
- RVB.ru

Spanische Kultur
- Biblioteca Virtual Miguel de Cervantes

Technik
- Digitale Mechanismen- und Getriebebibliothek

Theologie
- Christian Classics Ethereal Library
- Islamische Literatur – Islamic Virtual Library
- New Testament Virtual Manuscript Room
- Internet Sacred Text Archive

Wissenschaftsgeschichte
- Digitale Sammlungen des Max-Planck-Instituts für Wissenschaftsgeschichte

Zeitungen und Zeitschriften
- ANNO – AustriaN Newspapers Online (Österreich)
- Das Zeitungsportal der Bayerischen Staatsbibliothek (Deutschland)
- DigiZeitschriften (Deutschland)
- E-Periodica (Schweiz, Zeitschriften)
- E-newspaperarchives.ch (Schweiz, Zeitungen)
- JSTOR
- J-STAGE – Datenbank (Japan)
- SciELO – Datenbank (Brasilien)
- Timarit.is (Island, Färöer, Grönland)

## Ehemalige virtuelle und digitale Bibliotheken
- Arztbibliothek
- Cibera
- Deutsche Internetbibliothek
- Digitale Bibliothek für Vogelkunde
- Düsseldorfer Virtuelle Bibliothek
- GABRIEL (Webportal)
- Greenpilot
- Libreka
- Medpilot
- NedGuide – Virtuelle Fachbibliothek Niederländischer Kulturkreis
- Projekt Rastko
- ViFaArt Virtuelle Fachbibliothek für Gegenwartskunst
- Virtuelle Fachbibliothek Germanistik
- Virtuelle Fachbibliothek Osteuropa
- Virtuelle Fachbibliothek Mathematik
- Virtuelle Fachbibliothek Politikwissenschaft
- Virtuelle Fachbibliothek Südasien
- Virtuelle Fachbibliothek Theologie und Religionswissenschaft